# Алпоуд, Азиз
Азиз Алпоуд (азерб. Əziz Alpoud; 27 июля 1895, Казахский уезд, Елизаветопольская губерния — 17 июня 1988, Анкара, Турция) настоящее имя Мир Абдулазиз Мир Сейфеддин оглы Сейидов (азерб. Mir Əbdüləziz Mir Seyfəddin oğlu Seyidov) — азербайджанский адвокат, публицист, глава железных дорог в Азербайджанской Демократической Республике, член азербайджанской эмиграции.

## Биография
Азиз Алпоуд родился 27 июля 1895 года в Дилижанском магале Елизаветопольской губернии. Его отцом был Мирсейфеддин ага Ширванлы, по профессии адвокат. Он хорошо знал русский, персидский, арабский языки и поэтому также занимался деятельностью переводчика. Также является автором книги «Uşaq həzinəsi». Мирсейфеддин ага Ширванлы в подполье вёл борьбу за освобождение народа, также его награждал османский султан, оправивший медаль. В 1905 году Азиз Алпоуд отправляется в первый классический лицей Тифлиса для получения образования. Здесь он изучает латинский, немецкий, русский, французские языки. Этот период совпадает с армяно-татарскими (азербайджанскими) столкновениями в Закавказье.
В 1917 году, после свержения Николая II начались национально-освободительные движения. Азиз Алпоуд в это время был главой «Организации кавказских тюрко-мусульманских студентов». Он выступает на курултае в здании Исмаилия и знакомится там с Насиб-беком Юсуфбейли. В 1918 году, после провозглашения независимости Азербайджанской Демократической Республики Азиз Алпоуд становится главой железных дорог в государстве. Он был одним из тех, кто ещё в период АДР предлагал перейти на латиницу. Алпоуд в это время состоял в партии «Ахрар».
В преддверии оккупации Азербайджана большевиками Азизу поступает звонок от знакомой Сони. Она говорит ему: «Русская армия приближается в Баку, боюсь с вами что-то случится». После оккупации Алпоуд остаётся в Баку. В это время в город приезжает Энвер паша и видится с народом. Азиз видится с ним и ведёт диалог. Не смирившись с оккупацией, Азиз Алпоуд ведёт в подполье борьбу и задумывает планы восстания и освобождения Азербайджана. С его помощью из страны эмигрирует Наги-бек Шейхзаманлы. За день до 31 октября на который планировалось поднять восстание, Алпоуда арестовывают и отвозят в Особый отдел. Здесь его сажают в тюрьму и сидит под стражей. Решается отправить Азиза в ссылку в Сибирь. Из ссылки его спасает брат Али и он возвращается в Баку. Тут он женится на сестре своего друга, Ругие и у него рождается дочь по имени Исмят. Однако в Баку жить было опасно и поэтому Алпоуд отправляется в Иран, сначала в Энзели, затем в Решт. У него также получается привести свою семью, но из-за материального положения отправляет их обратно в Баку. Из Ирана он решается отправиться в Турцию. Азиз Алпоуд на своём велосипеде немецкой марки «Бреннабор» 23 сентября 1925 года отправляется в путь. Он проезжает 2000 километров и добирается до Трабзона. Алпоуд решается отправиться в Германию для получения технического образования. В Турции он встречается с Наги-беком Шейхзаманлы, который помогает ему покинуть страну.
В Германии Азиз Алпоуд работает кожевником, а позже вступает во Фрайбергский кожевенный институт. Тут он знакомится с девушкой по имени Ильзе-Мария и женится на ней. Она же принимает ислам и меняет имя на Айтен. От этого брака у него рождается дочь Гюлер и сыновья Охъяй и Гёкчя. После возвращения в Турцию занимает должности и работает в нескольких фабриках. С поиском работы ему также помогает Ахмед-бек Агаоглу. В это время он связывается с остальными азербайджанскими эмигрантами. Алпоуд переписывается с Абдуррахманом Фаталибейли и Джейхуном Гаджибейли. Алпоуд защищает докторскую диссертацию под кожевничеству и пишет несколько книг по этой теме. Он пишет также пишет статьи в азербайджанских журналах «Türk izi», «Mücahit». Однажды он видится и с Мустафа Кемаль Ататюрком. Азиз Алпоуд скончался 17 июня 1988 года в Анкаре.